# Malmös centralstation
Malmös centralstation (forkortet Malmö C) er hovedbanegården og den største jernbanestation i den svenske by Malmø. Stationen ligger i centrum af Malmö, mellem byens historiske bymidte og Malmø Havn.
Stationen er et vigtigt trafikknudepunkt, der er endestation for en række nationale og regionale toglinjer, med forbindelser til bl.a. Göteborg og Stockholm. Desuden er den station for Øresundstogene mellem Skåne og Sjælland. Endelig er den også et vigtigt knudepunkt for de skånske lokaltog Pågatåg. Stationen er en af et mindre antal stationer i Skåne, hvor man kan bruge det danske Rejsekort.
Foran stationen findes en stor busterminal, med både en stor del af Malmøs bybusser, og hvor også flere regionale ruter har stoppested.
Stationen er udbygget med fire underjordiske spor, samt en ny stor terminal der binder den gamle station sammen med den nye. Det er en del af den såkaldte Citytunneln, der er en ny jernbanetunnel under det centrale Malmø fra Malmös centralstation til Øresundsbroen. De underjordiske spor, og Citytunneln, vil primært blive betjent af Øresundstog og Pågatåg.
Disse spor gør Malmös centralstation til en gennemkørselsstation, hvor det tidligere var en sækbanegård.
Stationen har internationalt nattog til Berlin via Danmark med Snälltåget.